# Southeastern Film Critics Association
La Asociación de Críticos de Cine del Sur —en inglés: Southeastern Film Critics Association (SEFCA)— es una organización conformada por cuarenta periodistas pertenecientes a algún medio informativo del Sur de Estados Unidos, vale decir, que tienen asiento en los estados de Alabama, Florida, Georgia, Kentucky, Misisippi, Carolina del Norte, Carolina del Sur, Tennessee, Virginia, y Virginia Occidental. En diciembre de cada año —y desde 1992—, sus asociados realizan una votación con el fin de entregar el denominado Southeastern Film Critics Association Award o SEFCA Award, que está destinado a premiar a las mejores películas estrenadas durante el último año calendario.

## Categorías
Las categorías que considera el galardón son las siguientes: 
- Mejor Película
- Mejor actor
- Mejor actriz
- Mejor película animada (desde 2005)
- Mejor Director
- Mejor película documental
- Mejor película extranjera (desde 1997)
- Mejor guion adaptado (desde 1997)
- Mejor guion original (desde 1997)
- Mejor actor de reparto
- Mejor actriz de reparto

## Palmarés a la mejor película

### Década de 1990
| Año  | Ganador             | Director(a)       |
| ---- | ------------------- | ----------------- |
| 1992 | Howards End         | James Ivory       |
| 1993 | The Piano           | Jane Campion      |
| 1994 | Pulp Fiction        | Quentin Tarantino |
| 1995 | Apolo 13            | Ron Howard        |
| 1996 | Fargo               | Joel Coen         |
| 1997 | L.A. Confidential   | Curtis Hanson     |
| 1998 | Saving Private Ryan | Steven Spielberg  |
| 1999 | American Beauty     | Sam Mendes        |

### Década de 2000
| Año  | Ganador                                     | Director(a)            |
| ---- | ------------------------------------------- | ---------------------- |
| 2000 | Almost Famous                               | Cameron Crowe          |
| 2001 | Memento                                     | Christopher Nolan      |
| 2002 | Las horas                                   | Stephen Daldry         |
| 2003 | El Señor de los Anillos: el retorno del Rey | Peter Jackson          |
| 2004 | Entre copas                                 | Alexander Payne        |
| 2005 | Brokeback Mountain                          | Ang Lee                |
| 2006 | The Departed                                | Martin Scorsese        |
| 2007 | No Country for Old Men                      | Ethan Coen y Joel Coen |
| 2008 | Milk                                        | Gus Van Sant           |
| 2009 | Up in the Air                               | Jason Reitman          |

### Década de 2010
| Año  | Ganador            | Director(a)     |
| ---- | ------------------ | --------------- |
| 2010 | The social network | David Fincher   |
| 2011 | Los descendientes  | Alexander Payne |